# Schlöttermühle
Schlöttermühle ist ein Gemeindeteil der Gemeinde Obertrubach im Landkreis Forchheim (Oberfranken, Bayern).

## Geografie
Die Einöde liegt am südlichen Rand der Wiesentalb und befindet sich etwa einen Kilometer westsüdwestlich des Ortszentrums von Obertrubach auf einer Höhe von 412 m ü. NHN.

## Geschichte
Durch die Verwaltungsreformen zu Beginn des 19. Jahrhunderts im Königreich Bayern wurde die Schlöttermühle mit dem Zweiten Gemeindeedikt im Jahr 1818 Bestandteil der Ruralgemeinde Obertrubach.

## Baudenkmäler

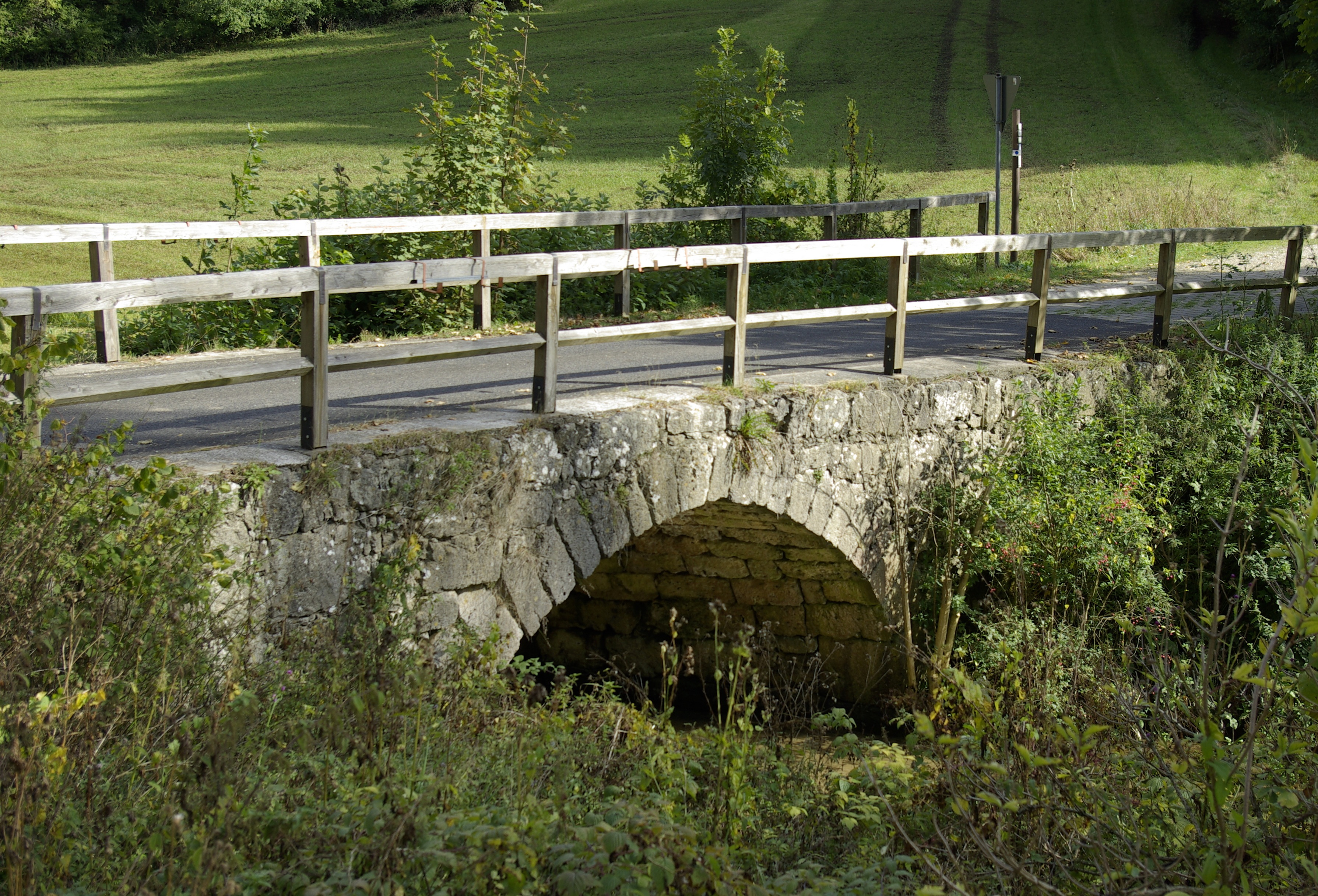
Einbogige Sandsteinbrücke über die Trubach

Etwa hundert Meter von der Schlöttermühle flussabwärts befindet sich eine als „Römerbrücke“ bezeichnete Bogenbrücke, die die Trubach überspannt.

## Verkehr
Die Anbindung an das öffentliche Straßennetz wird durch die südlich des Ortes vorbeiführende Staatsstraße 2260 hergestellt, die aus dem Westen von Wolfsberg kommend in ostnordöstlicher Richtung nach Obertrubach weiterführt.